# 罗天舒
罗天舒（？—），男，汉族，中华人民共和国政治人物，现任国家税务总局总会计师兼征管和科技发展司司长。